# Spectravideo SVI-838
O SVI-838, também conhecido como X'press 16 foi o último microcomputador fabricado pela Spectravideo (em Hong-Kong). Embora fosse um IBM PC compatível, possuía os coprocessadores de som e vídeo no padrão MSX2, o que faz dele um sistema híbrido. Suas vendas não parecem ter sido expressivas, e é considerado um item de colecionador.
Com um adaptador SVI-811, a máquina podia executar programas em cartucho para MSX1.

## Características
| UCP           | Intel 8088 em 4,77 MHz |
| RAM           | 256 KiB—640 KiB (máxima) |
| VRAM          | 128 KiB (V9938); 16 KiB (CGA) |
| ROM           | 16 KiB (BIOS) |
| Teclado       | mecânico, 83 teclas (padrão PC) |
| Display       | CGA (texto: 40×24 ou 80×24 linhas; gráfico: 640×200 pixels, duas cores). Yamaha V9938 para gráficos MSX2: 256×212 pixels, 256 cores ou 512×212 pixels, 16 cores.          |
| Som           | General Instrument AY-3-8910 (PSG), 3 vozes, ruído branco |
| Portas        | 2 conectores de joystick, saída para TV, saída para monitor de vídeo, porta paralela, porta serial, saída de áudio RCA, slot de cartucho, slot de expansão SV, 1 slot ISA |
| Armazenamento | 1 acionador de disquetes de 5" 1/4, 360 KiB (espaço para uma segunda unidade ou um HD de 20 MiB)                                                                          |

## Periféricos
- SVI-109P: Quickshot IX, joyball (IBM compatível)
- SVI-811: MSX1 Game Adpater (adaptador para cartuchos de jogos MSX1 com UCP Z80A e joysticks padrão MSX)
- SVI-812: Multifunctioncard (cartão multifuncional: 384 KiB RAM, RS-232C, RTC)
- SVI-813: cooler
- SVI-814P: PAL RF Adapter (modulador RF para TV em cores ou monitor de vídeo colorido)
- SVI-815: Monitor Cable (cabo de monitor, adaptador D15 para 21 pinos, para conexão com um monitor RGB)
- SVI-816: Monitor Cable (cabo de monitor, adaptador D15 para 8 pinos para conexão com um monitor RGB digital/análogo).